# Марущак Мар'ян Осипович
Мар'ян Осипович Маруща́к (нар. 10 травня 1979, Дрогобич, Львівська область) — український футболіст, воротар. Виступав за «Динамо-2», «Закарпаття», «Оболонь», ЦСКА (Київ), ФК «Львів». Захищав кольори молодіжної збірної України. Гравець ФК «Арсенал» (Біла Церква).

## Життєпис
Перший тренер — Ярослав Луцишин.
Почав професіональну кар'єру у футбольному клубі «Львів» — у першій лізі дебютував 13 травня 1996 року, коли йому щойно виповнилось 17 років, замінивши у перерві між таймами Юрія Вірта. Поступово став основним голкіпером клубу і в сезоні 1999/2000 перейшов до «Динамо» (Київ). Звісно, конкуренцією Шовковському юнак не міг бути, зате Марущак провів 6 ігор за молодіжну збірну України (у 2000 році). Невдовзі у «Динамо-2» він поступився місцем у воротах Рустаму Худжамову. Був запасним голкіпером «Закарпаття», «Оболоні», «Кривбасу» та «Ворскли».
У сезонах 2004—2005 та 2005—2006 грав у першоліговому ЦСКА (Київ). У другій половині першості 2006/07 повернувся до ФК «Львів».
17 липня 2010 року перейшов до ПФК «Севастополь».
З 2 березня 2011 року гравець ФК «Арсенал» (Біла Церква).

## Цікавий факт
У Дрогобицькому районі щороку проходить турнір із міні-футболу на Кубок Мар'яна Марущака, в якому беруть участь шкільні команди регіону.